# Дискретное преобразование Хартли
Дискретное преобразование Хартли (сокращённо ДПХ) — разновидность дискретного ортогонального тригонометрического преобразования. Во многих случаях может служить заменой дискретного преобразования Фурье.

## Определение
Последовательность {\displaystyle N} действительных чисел {\displaystyle h_{0}}, {\displaystyle h_{1}}, … , {\displaystyle h_{N-1}} преобразуется в последовательность {\displaystyle N} действительных чисел {\displaystyle H_{0}}, {\displaystyle H_{1}}, … , {\displaystyle H_{N-1}} с помощью дискретного преобразования Хартли по формуле:
{\displaystyle H_{k}={\dfrac {1}{N}}\sum \limits _{n=0}^{N-1}h_{n}\operatorname {cas} \left({\dfrac {2\pi }{N}}nk\right),\ k=0,\ldots ,N-1,}
где {\displaystyle \operatorname {cas} x=\cos x+\sin x}. Обратное дискретное преобразование Хартли задаётся формулой:
{\displaystyle h_{n}=\sum \limits _{k=0}^{N-1}H_{k}\operatorname {cas} \left({\dfrac {2\pi }{N}}nk\right),\ n=0,\ldots ,N-1.}
Следует отметить, что в отличие от дискретного преобразования Фурье (сокращённо ДПФ), преобразование Хартли даёт ряд действительных чисел.
Имеют место следующие формулы перехода от ДПФ (последовательность {\displaystyle F_{0}}, {\displaystyle F_{1}}, … , {\displaystyle F_{N-1}}) к ДПХ и наоборот:
{\displaystyle H_{k}=\operatorname {Re} F_{k}-\operatorname {Im} F_{k},}
{\displaystyle F_{k}={\dfrac {1}{2}}(H_{k}+H_{N-k})-i{\dfrac {1}{2}}(H_{k}-H_{N-k}),\ k=0,\ldots ,N-1.}

## Быстрое преобразование Хартли
Идея быстрого преобразования Хартли (сокращённо БПХ) такая же, как и у быстрого преобразования Фурье (сокращённо БПФ): за счет симметрии можно сократить количество вычислений.
Пусть из исходной последовательности {\displaystyle h_{0}}, {\displaystyle h_{1}}, … , {\displaystyle h_{N-1}} получены две новые последовательности длины {\displaystyle N}, равные {\displaystyle \left(h_{0},0,h_{2},0,\ldots \right)} и {\displaystyle \left(0,h_{1},0,h_{3},\ldots \right)} и пусть их ДПХ равны соответственно {\displaystyle H_{1,k}} и {\displaystyle H_{2,k}}, где {\displaystyle k=0,\ldots ,N-1}. В этих обозначениях общая формула БПХ имеет следующий вид:
{\displaystyle H_{k}=H_{1,k}+H_{2,k}\cos \left({\dfrac {2\pi }{N}}k\right)+H_{2,N-k}\sin \left({\dfrac {2\pi }{N}}k\right).}
С помощью указанных выше формул перехода от ДПХ к ДПФ можно использовать БПХ для вычисления БПФ, что упрощает вычисления ввиду отсутствия комплексных умножений.